# Monte di Pietà (Forlì)

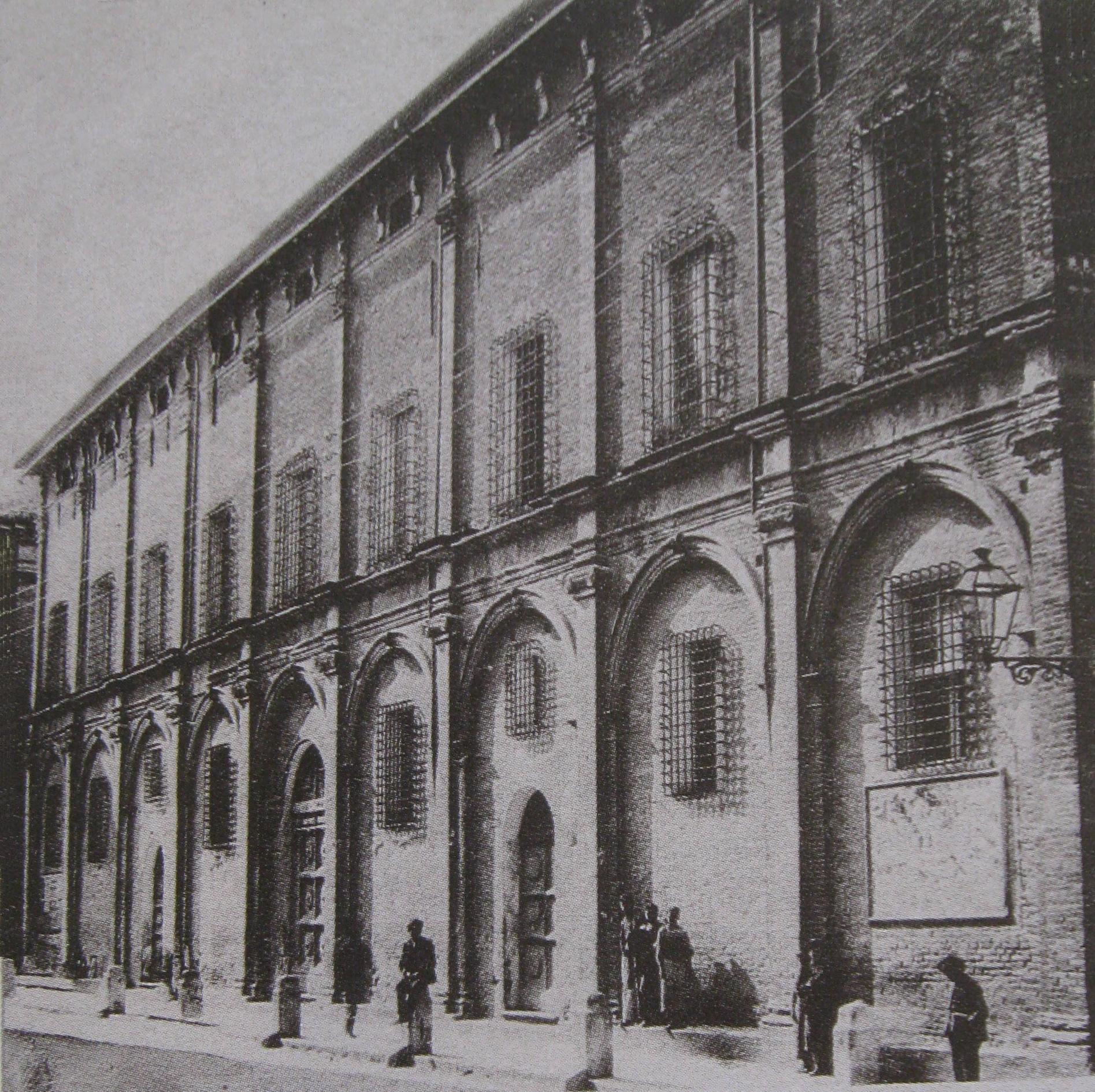
Il Monte di Pietà in una fotografia di fine Ottocento

Il Sacro Monte della Pietà di Forlì è stato un istituto creato per fornire credito senza interesse e, in generale, per svolgere attività di sovvenzione alle persone indigenti (specialmente contadini). Fondato nel 1510, accompagnò la vita economica forlivese fino al XX secolo inoltrato.

## Storia
La perdita dell'antico archivio storico, a seguito degli eventi bellici della seconda guerra mondiale e dei Consigli generali del primo Cinquecento della comunità di Forlì rendono difficile tracciare in modo completo ed esaustivo la storia del Pio istituto forlivese.
I pochi documenti superstiti conservati presso l'Archivio di Stato di Forlì e presso la locale Biblioteca Comunale, permettono comunque di tracciare un breve e sommario profilo storico.

### La fondazione

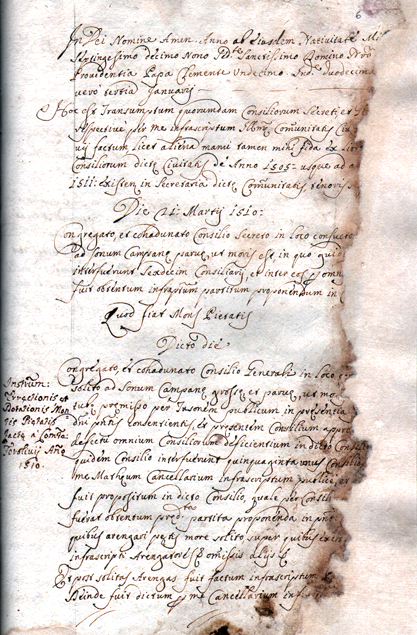
Manoscritto dell'atto pubblico che attesta al 21 marzo 1510 la fondazione del Sacro Monte della Pietà di Forlì

Nel 1487, a seguito della predicazione di fra Giovanni Novello da Siena, Girolamo Riario, marito di Caterina Sforza, Signore di Forlì, si dichiarò favorevole all'istituzione di un Monte di pietà ma non riuscì a ottenere il parere favorevole del Consiglio Generale della Città.
Si dovette attendere il 21 marzo del 1510 (equinozio di primavera), dopo la predicazione del francescano Orfeo Cancellieri da Bologna, affinché il Consiglio Generale della Città deliberasse la nascita del Pio Istituto.
("Historiarum Forolivij" Sigismondo Marchesi - "Supplemento istorico dell'antica città di Forlì" - 1678)
(Profilo storico del Monte di Pietà, Mauro Carboni, in "Il Monte di Pietà. Palazzo di Residenza della Fondazione Cassa dei Risparmi di Forlì" - pag 33 - 35 vedi https://mappastorica.intesasanpaolo.com/bank/detail/IT-ISP-MAPPAITALIA-0000284/monte-pieta-forli)
Il recente ritrovamento di un documento manoscritto di provenienza interna al Pio istituto forlivese consente di datare con certezza al 21 marzo 1510 la fondazione del Sacro Monte della Pietà di Forlì.
... ex libri Consiliorum dicte Civitatis de Anno 1505 usque ad a(nno) 1511 existen in Secretaria dicta Comunitatis tenoris se(guente) Die 21 Marty 1510 Congregato et cohadunato Consilio Generali in loco consueto ad sonum Campana parve, ut moris est in quo grid(-) interfuerunt Sexdecim Consiliary, et inter eos per omny (-) fuit obtentum infrascriptum partitum proponendum in (-) Ludo fiat Mons Pietatis. Dicto die Congregato et cohadunato Consilio generali in loco (-) solito ad sonum Campane grosse et parve, ut mo(-) premisso per Iisonem publicum in presenzia (-) defectu omnium Consiliorum deficientum in dicto Consilio(-) quidem Consilio interfuerunt quinquaginta unus Consilia (-) me Matheum Cancellarium infracriptum publice, et (-) fuir propositum in dicto Consilio, quale per Consili(-) fuerat obtentum pred-ta partita proponenda in p(-) quibus arengari pecty more solito super quibus exi(-) infrascripti Arengatore (-) omissis alys (-) et post solitas Arengas fuit factum infrascriptum (-) Deinde fuit dictum per me Cancellarium inf(-) placet quod Mons Pietatis fiat et ei dentur pro elemosyna, et pro p nti anno applicentum ille centum libre bo≈ quas habere debe=rent Confalonery pro P≈nti anno, et etian ille centum duecentarum bon≈ in ludi Litterary Scolarum, et totum Salarium unius Anni omnium Pif farorum, ponat fabam albam, quadraginta novem albas, et duas nigras Ego Oratius Marcianesius Notarius, et Secret.s dicte Comunitatis ut supra extraxi, et signavi.

### I capitoli

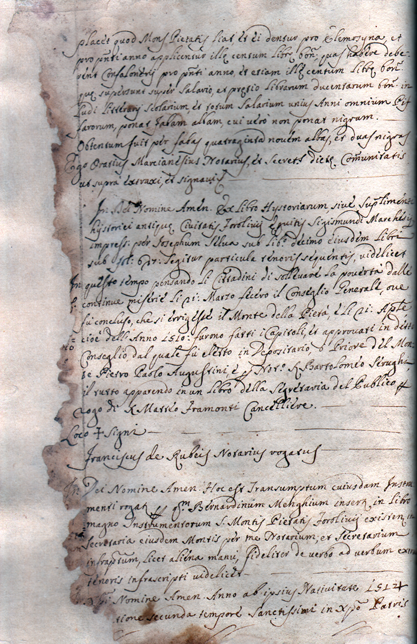
Carta "recto" del manoscritto che riporta le testimonianze dei primi adempimenti amministrativi dalla fondazione del Sacro Monte della Pietà di Forlì

(Relazione intorno alla città e distretto di Forlì - A. Centurioni 1587)
I Capitoli del Monte furono approvati il 21 aprile dello stesso anno e nel 1519 un Breve di Papa Leone X, ratificò gli statuti.
("Historiarum Forolivij" Sigismondo Marchesi - "Supplemento istorico dell'antica città di Forlì" - 1678)
Nel corso del primo secolo di vita del Pio istituto i Capitoli vengono aggiornati in un paio di occasioni per adeguarli alle mutate condizioni sia economiche della città sia alle esigenze "delli poveri bisognosi".
Ma la semplice trascrizione manoscritta dei Capitoli evidentemente si presta a fraintendimenti e in varie occasioni se ne lamenta la perdita e la scomparsa.
(proemio - "Capitoli del Santo Monte di Pietà di Forlì" - Cesena: apresso Francesco Raverio, 1604)
Così, nel 1604 i Capitoli vengono "dati alle stampe" al fine di regolamentare con maggior rigore la gestione e l'attività creditizia dell'istituto credizio.
(incipit - "Capitoli del Santo Monte di Pietà di Forlì" - Cesena: apresso Francesco Raverio, 1604)
I nuovi Capitoli a stampa prevedono anche un apposito articolato che tuteli la conservazione delle norme gestionali e ne garantisca l'autenticità.
(Della conservazione delli presenti Capitoli - Cap. XXII, "Capitoli del Santo Monte di Pietà di Forlì" - Cesena: apresso Francesco Raverio, 1604)
La prima edizione a stampa dei Capitoli presenta un'antiporta riccamente figurata (incisione per opera di "Tiburtius Corona sculpore") da un arco sorretto da erme nude e ornato da festoni di frutta. In questa cornice l'immagine del Cristo coronato di spine in un'aureola di lampi di luce, sorretto da due angeli e con i polsi ancora legati, sorge da un sepolcro di marmo decorato con un volto al centro del basamento. Al di sopra del Cristo un cartiglio con la scritta Capitoli del Santo Monte della Pietà di Forlì sormontata dal volto alato di un angelo.

### Le dotazioni
Al fine di dotare il Monte di mezzi finanziari adeguati, nel 1514 la Comunità concesse all'istituto i proventi della possessione di Belfiore, che venne definitivamente ceduta nel 1525.
("Historiarum Forolivij" Sigismondo Marchesi - "  "Supplemento istorico dell'antica città di Forlì" - 1678 - pag 671)
Nel 1514, dopo un avvio favorevole del Monte, la Città di Forlì decise di costruire una sede adeguata alle funzioni socio-caritatevoli dell'istituzione, sulle rovine dell'antico Palazzo della famiglia Orsi, distrutto su ordine di Caterina Sforza il 2 maggio del 1488 a seguito dell'uccisione del marito.
Nell'aprile del 1514 furono gettate le fondazioni del nuovo edificio, presumibilmente su progetto dell'urbinate Girolamo Genga (ma non si hanno documenti che ne attestino l'opera): per il progetto, infatti, ricorrono anche i nomi di Michelangelo e di Bramante.
("Historiarum Forolivij" Sigismondo Marchesi - Supplemento istorico dell'antica città di Forlì" pag 688 - 1678)

### La gestione
Nei Capitoli del "Sacro Monte della Pietà della Città di Forlì" si stabiliva che un cittadino facoltoso e nobile ricevesse il titolo di Priore del Monte e rendesse conto dell'amministrazione ai revisori eletti dalla comunità.
La gestione del Monte fu affidata a un consiglio composto all'inizio da cinque Curatori, aumentati successivamente a ventiquattro scelti tutti fra i componenti laici delle sei Congregazioni di Carità e delle Compagnie dei "Battuti" della città. Il consiglio era presieduto dal Conservatore del Comune.
Sopra il Monte, et Capo à tutti i Ministri s'ellegge fuori del numero dè ventiquattro un Gintilhuomo quale richiede l'importanza del Ministero: l'elettione di cui si fa nanzi a Mons.e Vesi da detti Curatori con l'intervento del Magistrato, dell'Avvoc.°, et Sindico della Communità, et del Guardiano de frati Minori osservanti, che tutti votano: et da medesimi s'eleggono gli altri soprascritti ufficiali d'una scielta, che viene a tal'effetto data dalle dette Confraternite.
L'ufficio del Priore dura tre anni, et da gli elettori può essere confirmato per altri tre, ma non più oltre, e così ancho degli Inferiori. Et finito l'uficio si rende conto a Revisori deputati da ventiquattro. Il Magistrato ogni due mesi, almeno una volta, visita il Monte per vedere, intendere, et informarsi come passano i negozi.»
(Relazione intorno alla città e distretto di Forlì - A. Centurioni 1587)
Per quasi due secoli l'attività del Monte di Pietà forlivese è in costante incremento tanto che il patrimonio si accresce di numerose rendite e possessioni.
Può girare il Monte co'l masarolo da un cinque mila scudi, il restante sta fermo in pegni. Delle elemosina, che si risquote a ragione di cinque per cento, non se ne mette niente a capitale, ma si distribuisce in salarii d'ufficiali e in altre spese per lo ministrero di esso Monte, in maritatre donzelle, povere, e in altre elemosine. Ha d'entrata, della possessione e di fitti e di boteghe, un anno per l'altro più di trecento scudi.
Ha la cura particolare di questo loco un cittadino sotto nome di priore, il quale ogni tre anni s'elegge dal vescovo, dal magistrato della città, dal sindico della communità, da'l guardiano de' Zoccolanti e da ventiquattro huomini sopra intendenti del Monte, che sono criati in vita da le sei compagnie de' Battuti; e, finito l'ufficio, rende conto all'amministrazione a' detti sopraintendenti, che chiamano curatori. Gli altri ufficiali sono eletti dalle medesime compagnie di battuti per ruotolo e rendono ubidienza al priore. Quando il vescovo interviene all'elettione del priore, si riducono al vescovado tutti, e quando per l'absentia sua v'interviene il vicario, s'elegge in palazzo nelle stanze del magistrato.»
(Compendio dello Stato et governo civile della città di Forlì - Fabio Oliva, 1577)

### I contenziosi

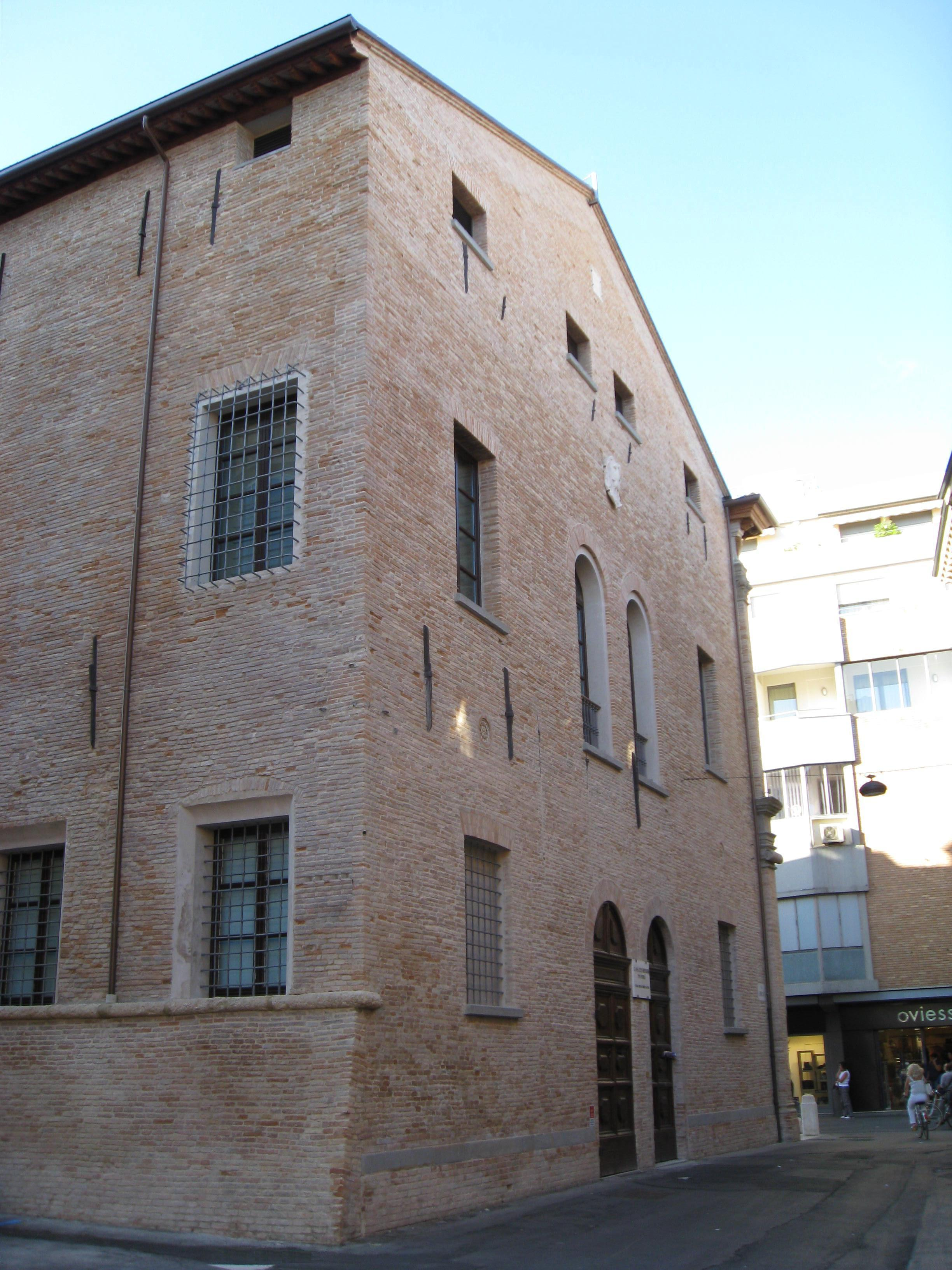
Facciata laterale del Monte di Pietà

Dalla fine del Seicento e nel corso dei primi vent'anni del Settecento si apre un aspro contenzioso fra il Vescovo e il Priore e i Conservatori del Monte della Pietà di Forlì incentrato sul controllo gestionale del Pio Istituto da parte dell'autorità ecclesiastica.
(Summarium, Monte della Pietà di Forlì e sue scritture nella causa in Roma col procuratore fiscale del vescovato, 1722 - 20 settembre 1717)
I vari tentativi di risolvere "bonariamente" la vertenza non sortiscono effetti significativi e in occasione delle periodiche visite vescovili viene più volte minacciata l'asportazione forzata dei libri contabili e gestionali, quindi dell'intero patrimonio archivistico, dalla sede dell'istituto alla sede vescovile. La stessa Municipalità deve intervenire nella vertenza producendo atti e memorie che attestino e testimonino l'autonomia e la laicità dell'istituto al fine di preservare l'integrità dell'archivio stesso da rischi di smembramento.
(Summarium, Monte della Pietà di Forlì e sue scritture nella causa in Roma col procuratore fiscale del vescovato, 1722 - 27 novembre 1717)
Il Vescovo cittadino giunge anche a minacciare la scomunica del Priore e dei Conservatori e l'esautorazione da ogni funzione dei rappresentanti religiosi del Consiglio del Monte di Pietà. Il 14 febbraio 1722 i ventiquattro curatori del Monte di Pietà deliberano di presentare la causa alla Sacra Congregazione del Concilio di Roma.
(Summarium, Monte della Pietà di Forlì e sue scritture nella causa in Roma col procuratore fiscale del vescovato, 1722 - 27 novembre 1717)
La vicenda giudiziaria non produrrà nessun risultato concreto per gli interessi ecclesiastici.

### Fra Settecento e Ottocento

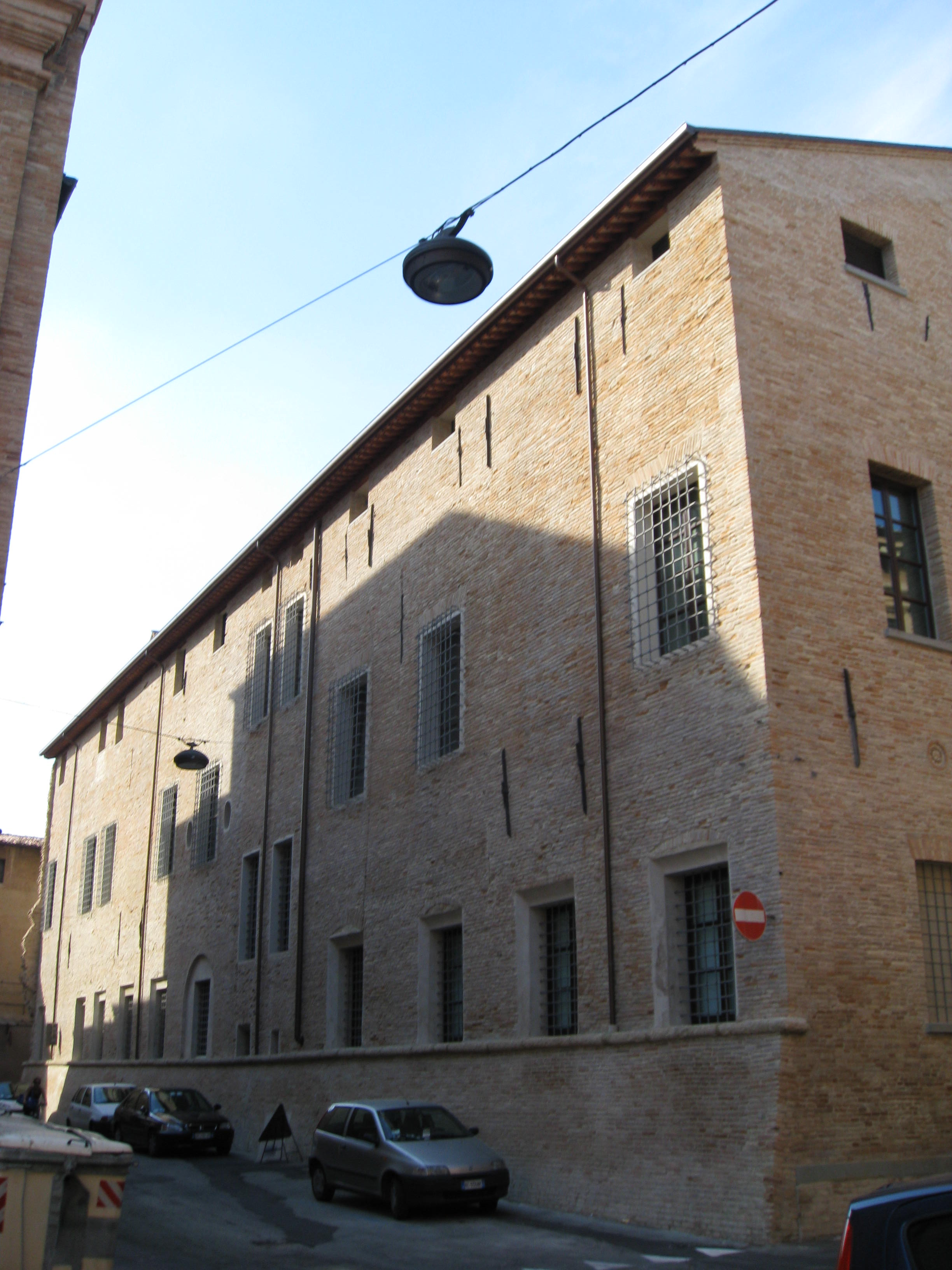
Facciata posteriore del Monte di Pietà

Il 3 marzo 1797, con l'arrivo delle truppe napoleoniche, il Monte fu "spoliato" per ordine del generale Augerau. Nel 1809 il Monte fu aggregato alla "Congregazione di carità" continuando a operare prevalentemente offrendo sussidi al Ricovero di mendicità e altri istituti di beneficenza forlivesi.
Fra la fine del Settecento e per tutto l'Ottocento il Monte di Pietà di Forlì andrà progressivamente perdendo le antiche funzioni creditizie assumendo sempre più carattere di ente assistenziale e verrà accorpato ad altri istituti analoghi.
(Monte 1511 - 1837, Leggi e regolamenti, Busta 15, fasc. 3, ASFo, 15 novembre 1837)
Il patrimonio archivistico del Monte di Pietà di Forlì subirà vari trasferimenti con perdite consistenti di documenti storici.
(Congregazione di Carità di Forlì 1895)

### L'Ottocento

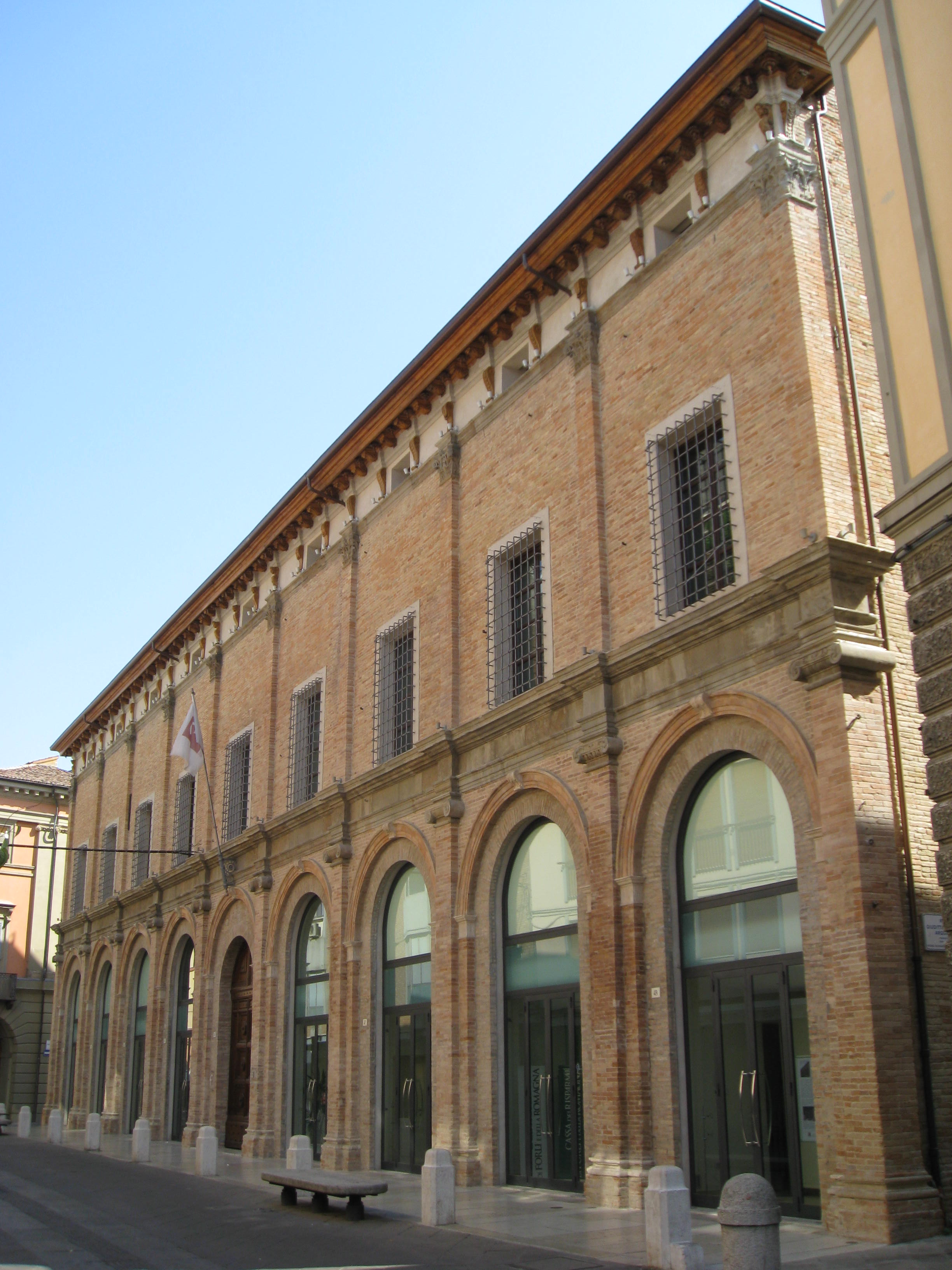
Veduta d'insieme del Monte di pietà

All'inizio dell'Ottocento il Monte della Pietà di Forlì subisce una serie di trasformazioni amministrative e il suo Archivio viene più volte trasferito e di nuovo smembrato e, già all'epoca risultava difettoso e incompleto.
Stessa sorte subiscono anche altri archivi fra cui quello della Comunità di Forlì che conserva gli atti dei Consigli generali e segreti contenenti le deliberazioni riguardanti tutta la vita amministrativa cittadina compreso l'istituto del Monte di Pietà.
Il 16 gennaio del 1804 la Municipalità di Forlì nomina una Commissione, di cui non si conoscono i componenti, incaricandola di assumere l'impiego di riordinare libri e carte dell'Archivio della Comunità e del Sacro Numero dei Novanta Pacifici.
Da questo catalogo risultano mancare i volumi dei Consigli generali e segreti che appartenevano agli anni 1515, 1516, 1517 e 1695.
Da un abbozzo di indice, probabilmente compilato dal computista comunale Domenico Valpondi che tenne l'ufficio dal 1834 al 1863, risultano poi mancare anche altri volumi dei Consigli generali e segreti, e sono quelli degli anni 1505-1511, 1544-45, 1548, 1550, 1552, 1553, 1570-71, 1585-86, 1647, 1718, 1740-41 oltre agli Statuti di Forlì del 1359.
Nel 1861, nell'inventario degli Archivi delle Province dell'Emilia-Romagna, alla voce Congregazione di Carità si legge che «... chi voglia giovarsi degli antichi documenti di tali fondazioni, non può farlo sì agevolmente; perché, mentre l'archivio è ben custodito nella sua parte moderna, nella parte più antica, per contrario, offre l'aspetto di una dimentica congeria di carte; tanto che a mala pena vi potremmo prender notizia dell'esistenza di alcuni libri attinenti allo spedale maggiore ed al Monte di Pietà, che risalgono alla metà del secolo XVI».
Nel 1892 viene nuovamente inventariato l'Archivio della Comunità constatandone la frammentazione di diverse serie e la perdita di molte librerie e archivi (sono venuti a mancare parecchi volumi) rispetto a un precedente Catalogo del 1804 (fra questi gli archivi delle congregazioni religiose e alle compagnie laicali).
Gli atti amministrativi relativi ai primi anni di gestione del Monte della Pietà di Forlì risultano quindi già dispersi sia all'inizio dell'Ottocento sia nella seconda metà del secolo.
Per iniziativa del Conte Albicini, Gonfaloniere della città e l'adesione sia del Cardinale Legato, del patriziato forlivese e della borghesia cittadina, viene fondata (la prima in Romagna) la Cassa dei Risparmi di Forlì con Rescritto Pontificio di Papa Gregorio XVI del 3 giugno 1839, che avrà inizialmente sede nello stesso palazzo del Monte di Pietà.
L'11 agosto 1839 ebbe luogo l'apertura al pubblico in Corso Garibaldi nel Palazzo che fu sede dell'ex Monte di Pietà.

### Il Novecento: l'epilogo
Con la nascita dei primi istituti di credito privati, perdono progressivamente significato i vecchi Monti di Pietà, sorte alla quale non sfuggirà neanche il Pio istituto forlivese.
Già agli inizi del Novecento, dopo secolari contese, spoliazioni e dispersioni, dell'archivio storico del Monte di pietà di Forlì restano pochi indizi documentari, attestati da un'esauriente relazione del 1934 sulle Congregazioni di carità in cui si trovano elencati i documenti più importanti; fra questi sono citati:
- un gran libro legato in pelle con fermagli, contenente le deliberazioni del Priore e dei ventiquattro curatori del Sacro Monte della Pietà dal 2 settembre 1582 al 20 luglio 1627;
- tre volumi legati in pergamena contenenti le deliberazioni del Consiglio del Monte, il primo dall'11 luglio 1696 al 14 ottobre 1720, il secondo dal 15 ottobre 1720 al 26 agosto 1739, il terzo dal 25 settembre 1745 al 16 febbraio 1782;
- un volume legato in pelle con ribalta il quale contiene diversi atti portanti disposizioni testamentarie e donazioni a favore dell'Istituto di carità, il più antico documento è del 1573.

Di questo importante patrimonio documentario e archivistico non resta più traccia in quanto " ... a causa di un incendio verificatosi nei locali ove le carte erano conservate (piani superiori del Monte dei Pegni, via Saffi 2/A), locali occupati nell'inverno del 1944-45 dalle truppe alleate ..." è andato irrimediabilmente distrutto a seguito degli eventi bellici della seconda guerra mondiale.
Alcuni atti cinquecenteschi del Consiglio della Città sono conservati nell'Archivio di Stato di Forlì e, una decina di carte sparse e solo alcune copie degli antichi Statuti sono rintracciabili nella Biblioteca Comunale.
Gli eventi della seconda guerra mondiale privano quindi la storia di Forlì di un importante tassello, quello relativo alla storia del credito caritatevole cittadino con la perdita definitiva del patrimonio storico documentario dell'archivio del Monte di Pietà.
L'antica sede del Monte si trova in uno splendido edificio ubicato nell'attuale corso Garibaldi ai civici 47-49, oggi oggetto di restauro a cura della Fondazione della Cassa di Risparmio di Forlì.

## Documentazione superstite
Presso l'Archivio di Stato di Forlì la documentazione relativa al Monte di Pietà è rintracciabile nei seguenti fondi:
- fondo "Bandi, editti, circolari": per l'anno 1600 è registrato col numero "3" un bando intitolato DECRETUM super exactione Interesse mutui Pro Pignoribus relativo al Monte di Pietà di Forlì e attinente alla riduzione del tasso di interesse dal 5 al 3 per cento da praticarsi per i pegni.
- fondo "Leggi e regolamenti - Miscellanea manoscritti (1511 - 1913)": la Busta 15 fasc. 3 contiene "Monte 1511 - 1837" ma dalla lettura dei documenti si evince che si tratta di trascrizioni ottocentesce, più precisamente, il fascicolo di presentazione, riporta in calce la data del 15 novembre 1837.
- fondo Congregazione di Carità - Verbali (1807 - 1937) in E.C.A.: contiene una "Relazione illustrativa sull'andamento generale dell'amministrazione (esercizio 1895) con cenni storici e dati statistici"
- fondo dei Consigli generali e segreti contengono per i vari anni alcune deliberazioni relative al Monte della Pietà:
  - 1. Consigli Generali e Segreti (5 gennaio 1491 - 17 febbraio 1504) cc. 80
  - 2. manca il volume - probabilmente relativo agli anni 1504 (parte), 1505, 1506,1507, 1508, 1509, 1510, 1511 e parte del 1512
  - 3 Consigli Generali e Segreti (10 luglio 1512 - 28 gennaio 1515) cc 80
  - 4. manca il volume
  - 5. manca il volume - il vuoto archivistico comprende gli anni dal 1515 al maggio 1544
  - 3 bis - 6. Consigli Generali e Segreti (8 maggio 1544 - 13 aprile 1545) cc 95
  - 4 - 7. Consigli Generali e Segreti (1º luglio 1518 - 13 settembre 1520) cc 184
  - 5 - 8. Consigli Generali e Segreti (11 novembre 1533 - 5 novembre 1535) cc 111
  - 6 - 9. Consigli Generali e Segreti (6 novembre 1532 - 20 ottobre 1545) cc 92
  - 7 - 10. Consigli Generali e Segreti (1º novembre 1533 - 23 novembre 1534) cc 118
  - 8 - 11. Consigli Generali e Segreti (25 settembre 1534 - 13 luglio 1535) cc 174
  - 25 - 32. Consigli Generali e Segreti (3 novembre 1557 - 31 dicembre 1557) cc 135 (Capitoli del Monte c. 124/134)

Infine, nel cenno storico dell'inventario degli Enti Comunali di Assistenza si trova la seguente nota «Purtroppo le carte del periodo "Congregazione di Carità" sono andate distrutte, salvo poche eccezioni che si possono notare nell'inventario che segue, a causa di un incendio verificatosi nei locali ove le carte erano conservate (piani superiori del Monte dei Pegni, via Saffi 2/A), locali occupati nell'inverno del 1944-45 dalle truppe alleate.»
Presso la Biblioteca Comunale di Forlì e nel fondo Piancastelli, relativamente al Monte di Pietà di Forlì si trovano i seguenti documenti:
- Capitoli del santo Monte di Pietà di Forlì. - (In Cesena: apresso Francesco Raverio, 1604, BCFo, RAVE012354
- Capitoli del santo Monte di Pietà di Forlì nuovamente ristampati sotto li dieci di febraro 1697. - In Forlì: per Gioseffo Selva stampatore episcopale, 1697, BCFo, RAVE012355
- Capitoli del santo Monte della Pietà di Forlì nuovamente ristampati sotto li 10. di febraro 1737. - In Forlì ed in Cesena: per il Bisini stamp. Vesc., BCFo, RAVE012360
- Monte della Pietà di Forlì e sue scritture nella causa in Roma col procurartore fiscale del vescovato - 1722, BCFo, Manoscritti, n. II/80, Summarium, n. IA